# Giuseppe Di Giugno
Giuseppe Di Giugno (Bengasi, 1º gennaio 1937) è un inventore e fisico italiano.

## Biografia
Laureato in Fisica nel 1961 presso l'Università di Roma "La Sapienza" e nel 1963 diventa assistente presso l'Istituto di Fisica dell'Università di Napoli dove insegna "Struttura della Materia" fino al 1975.
Dal 1961 al 1975 è inoltre ricercatore nel campo delle interazioni materia-antimateria presso il Centro europeo di Ricerca sul Nucleare (CERN) di Ginevra e presso i Laboratori Nazionali di Frascati dell'Istituto Nazionale di Fisica Nucleare (INFN) dove ha collaborato alla realizzazione di esperimenti di collisione tra fasci di elettroni e positroni per la produzione e lo studio di coppie di particella-antiparticella.
Nel 1975 insieme a Luciano Berio e Pierre Boulez presso l'IRCAM (Centro di Ricerche Musicali del Centro Georges Pompidou) contribuisce alla fondazione del dipartimento di Computer music. Proprio a Parigi, Di Giugno costruisce molti prototipi di sintetizzatori digitali che nel 1979 danno origine al sistema "4X", considerato la prima stazione di lavoro musicale interamente digitale per la sintesi e l'analisi del suono digitale in tempo reale.
Nel 1988 ritorna in Italia per fondare il laboratorio di ricerche IRIS del gruppo Bontempi-Farfisa.
Il 20 Giugno 2023 consegue la laurea honoris causa in Musica Elettronica presso il Conservatorio Nicola Sala di Benevento.